# Shūreh
Shūreh (persiska: شوره) är en ort i Iran.   Den ligger i provinsen Ilam, i den västra delen av landet, 500 km sydväst om huvudstaden Teheran. Shūreh ligger 378 meter över havet och antalet invånare är 232.
Terrängen runt Shūreh är varierad. Shūreh ligger nere i en dal. Runt Shūreh är det ganska glesbefolkat, med 28 invånare per kvadratkilometer. Närmaste större samhälle är Sarāb-e Rajab, 12,1 km nordväst om Shūreh. Omgivningarna runt Shūreh är i huvudsak ett öppet busklandskap.